# Mariana Dátola

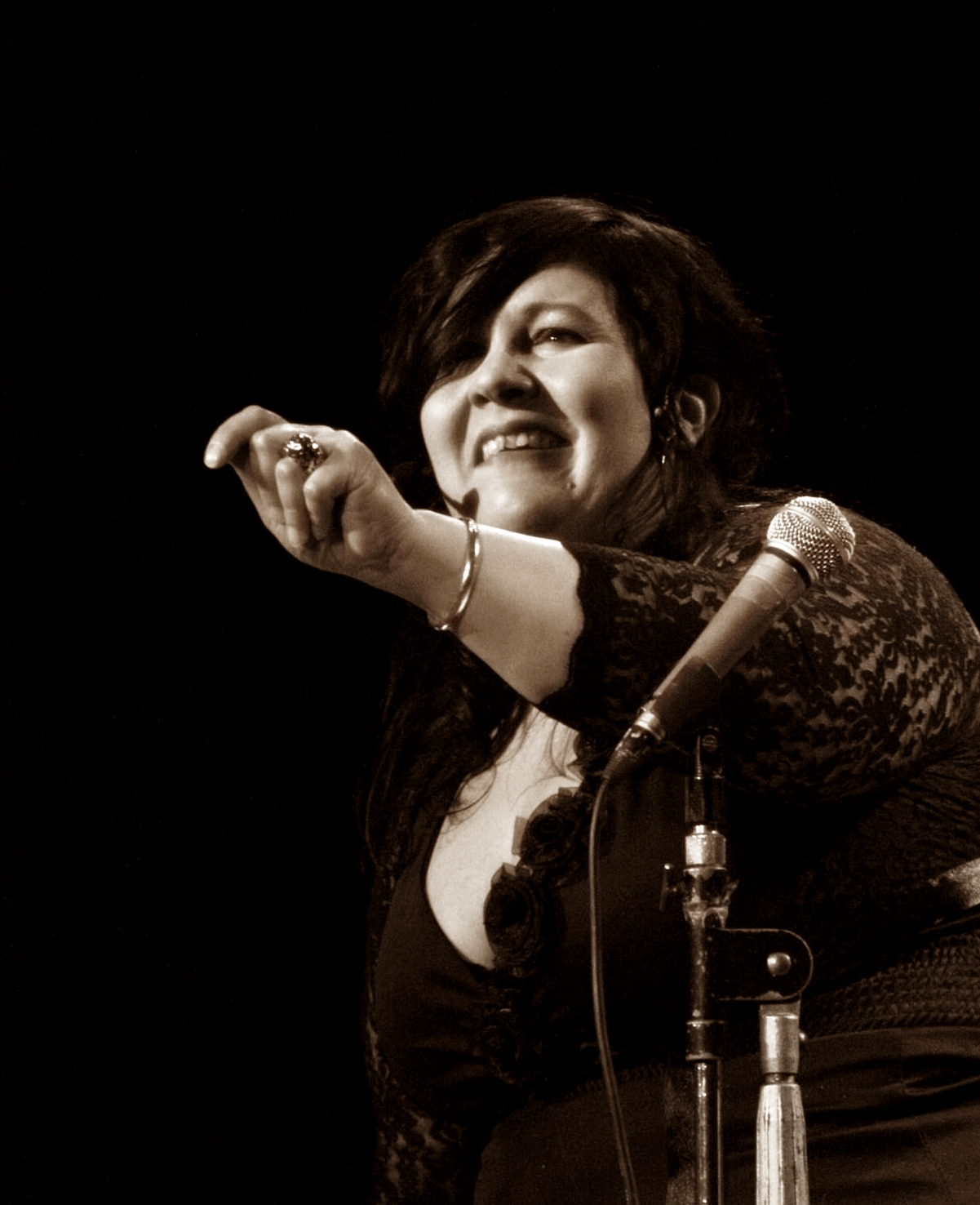
Mariana Dátola

Mariana Dátola (* 1975 in Tandil) ist eine argentinische Sängerin und Musikpädagogin.
Dátola studierte Gesang, Gitarre und Klavier am Conservatorio Provincial Isaías Orbe und der Escuela Municipal de Música Popular. 1999 ging sie nach Buenos Aires, wo sie Klassen für Klavier und Gesang bei Cristina Bell, Marta Bellomo und Cristina Aguayo nahm. Bis 2003 unterrichtete sie Solo- und Ensemblegesang an der Universidad del Centro de la Provincia de Buenos Aires, danach beim Sindicato Argentino de Músicos (SADEM).
Ihre Laufbahn als Sängerin begann Dátola als Interpretin von Tangos der Komponisten Homero Manzi, Enrique Santos Discépolo, Enrique Cadícamo und anderer. Sie trat später als Sängerin von Boleros und Bossa Novas hervor. Zu ihren musikalischen Begleiterin zählten u. a. Pablo Bas, Miguel Ferragine, Omar Subelza, Bernardo Pérez, Sergio Pantuso, Juan Orbaiceta, Jorge Suárez, Coie Granato, Quique Ferrari, Nelson Castro, Guillermo Bocha Sotes, Juan Alberto García, Rubén Mono Izarrualde und Nicolás Colacho Brizuela. Weiterhin leitet sie das Vokalensemble Hijas de su madre,
mit dem sie Arrangements traditioneller Musik aus verschiedenen Kulturen aufführt.